# 有田村 (新潟県)
有田村（ありたむら）は、かつて新潟県中頸城郡にあった村。

## 沿革
- 1889年（明治22年）4月1日 - 町村制の施行により、中頸城郡春日新田村、下門前村、松村新田、安江村、三ツ屋村、福田村、左内村、下源入村、上源入村、三橋村、三ツ橋新田、三田新田、三田村、小猿屋村、小猿屋新田及び塩屋新田村の区域の一部の区域をもって、中頸城郡有田村が発足する。
- 1954年（昭和29年）6月1日 - 中頸城郡直江津町に編入する。同日、中頸城郡直江津町は市制施行して、直江津市となる。